# 佐藤義朗
佐藤 義朗（さとう よしあき、1985年（昭和60年）11月11日 - ）は、会社経営者、元日本テレビアナウンサー。　妻は日本テレビアナウンサーの石川みなみ。

## 略歴
東京都文京区出身。アウトドアスポーツ用品の製造・輸入・販売を行う日本用品株式会社の創業者一家に生まれる。
慶應義塾幼稚舎へ入学し、慶應義塾大学商学部卒業後の2008年4月1日付で日本テレビ放送網へ入社してからは、主にスポーツアナウンサーとして活動した。
2022年6月1日付で広報部へ異動する内示を受け取っていたが、「家業を継ぐため」との理由で同年5月31日に日本テレビを退社。退社同日に、自身のInstagramで感謝の気持ちを綴った。
退社後は報道された通り、家業である日本用品株式会社に入社し、2022年12月31日に宮永美芳の後任として同社代表取締役社長に就任する。「ニッピン」ブランドの実店舗を閉店し、小売業から事実上撤退した同社の立て直しに取り組む一方で、アナウンサー経験を生かして講演活動も行っている。
2023年9月2日、日本テレビアナウンサーの石川みなみとの結婚が報じられた。

## 人物
身長は178cm、血液型はB型。
学生時代にたしなんだアルペンスキー以外にも、サーフィンやジム通いを趣味とする。また、スポーツ以外では、休日のショッピングや、2年に1度開催される神田祭で神輿を担ぐことを趣味に挙げている。
当時の先輩である佐藤良子（2018年5月まで日テレアナ、同年6月より他部署に異動）、当時の後輩である佐藤真知子、佐藤梨那とは同姓であるが、血縁関係ではない。

## 出演

### テレビ番組
- スポーツ中継
- 日テレポシュレ - ナレーション
- Fun!BASEBALL!!
- 日テレNEWS24（不定期）
- ゴゴナビ（2008年12月22日〜26日、15:50 - 15:55）
- 日テレNEWS24（2008年10月 - 2009年9月）
- ズームイン!!SUPER - 田中毅の代理
- 全日本中学野球選手権大会 ジャイアンツカップ（日テレG+用 2009年）
- NNN Newsリアルタイム（2009年3月30日 - 2010年3月26日）- スポーツ担当
- news every.（2010年3月29日 - 2012年9月28日）- スポーツ担当
- 夜遊び三姉妹（2010年11月 - 2011年9月）- ナレーション
- シューイチ[11]
  - スポーツキャスター（2013年4月7日 - 2019年9月29日）
  - ニュースキャスター（2013年4月7日 - 2014年3月30日）
- Oha!4 NEWS LIVE[注釈 2] - キャスター[12]
  - 金曜担当（2012年10月5日 - 2014年3月28日）
  - 水曜担当（2014年4月2日 - 2015年9月30日）
  - 火曜担当（2015年10月6日 - 2017年9月26日）
- NEWS ZERO（2015年8月17日 - 21日）鈴木崇司（現・ラルフ鈴木）の代理（スポーツキャスター）
- NNNニュースサンデー（不定期）
- ZIP! - スポーツコーナー
  - 篠原光の代理（2019年8月15日・16日）[13]
  - 月 - 水曜担当（2019年9月30日 - 2020年4月8日、2021年3月29日 - 2022年3月30日）
  - 田中毅の代理 （2019年12月12日・13日・19日・20日[14]、2021年11月4日・5日[15]）
  - 月・水・金曜担当（2020年4月13日 - 2020年5月29日、2020年8月31日 - 2021年3月26日）
  - 火・木曜担当（2020年6月2日 - 2020年8月27日）

### テレビドラマ
- リバース〜警視庁捜査一課チームZ〜（2013年4月5日）- ニュースキャスター役

## 同期
- 小熊美香 - 2017年12月退社。退社後、フリーランスのフリーアナに転身。
- 加藤聡 - 2010年6月まで日テレアナ。同年7月より報道局所属記者。